# Bioélectrochimie
La bioélectrochimie est une branche de l'électrochimie et de la biophysique qui étudie des sujets comme le potentiel de membrane cellulaire, le transport cellulaire électron-proton et les réactions d'électrode d'enzymes d'oxydo-réduction.

## Histoire
Les débuts de la bioélectrochimie, ainsi que ceux de l'électrochimie, sont étroitement liés à la physiologie à travers les œuvres de Luigi Galvani, puis Alessandro Volta.
Les premiers travaux modernes dans ce domaine sont considérés comme ceux du physiologiste allemand Julius Bernstein (1902) concernant la source de biopotentiels issue de la concentration différente d'ions à travers la membrane cellulaire.
Le domaine de la bioélectrochimie a augmenté considérablement au cours du siècle passé, maintenant des connexions proches aux diverses disciplines médicales. Les réalisations dans ce domaine ont été récompensées par plusieurs prix Nobel de physiologie ou médecine.